# Widnes
Widnes is een plaats en civil parish in het bestuurlijke gebied Halton, in het Engelse graafschap Cheshire met 53.410 inwoners.

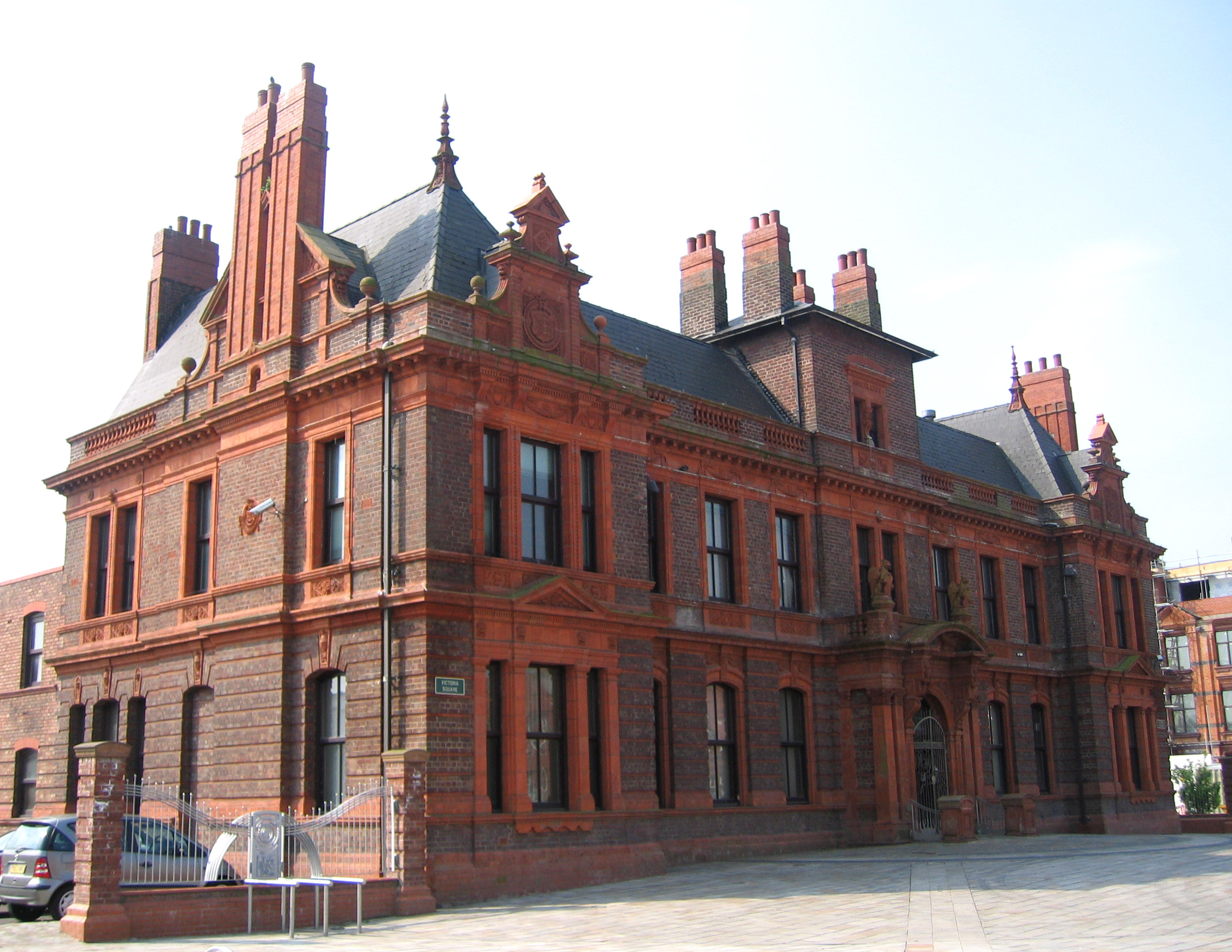
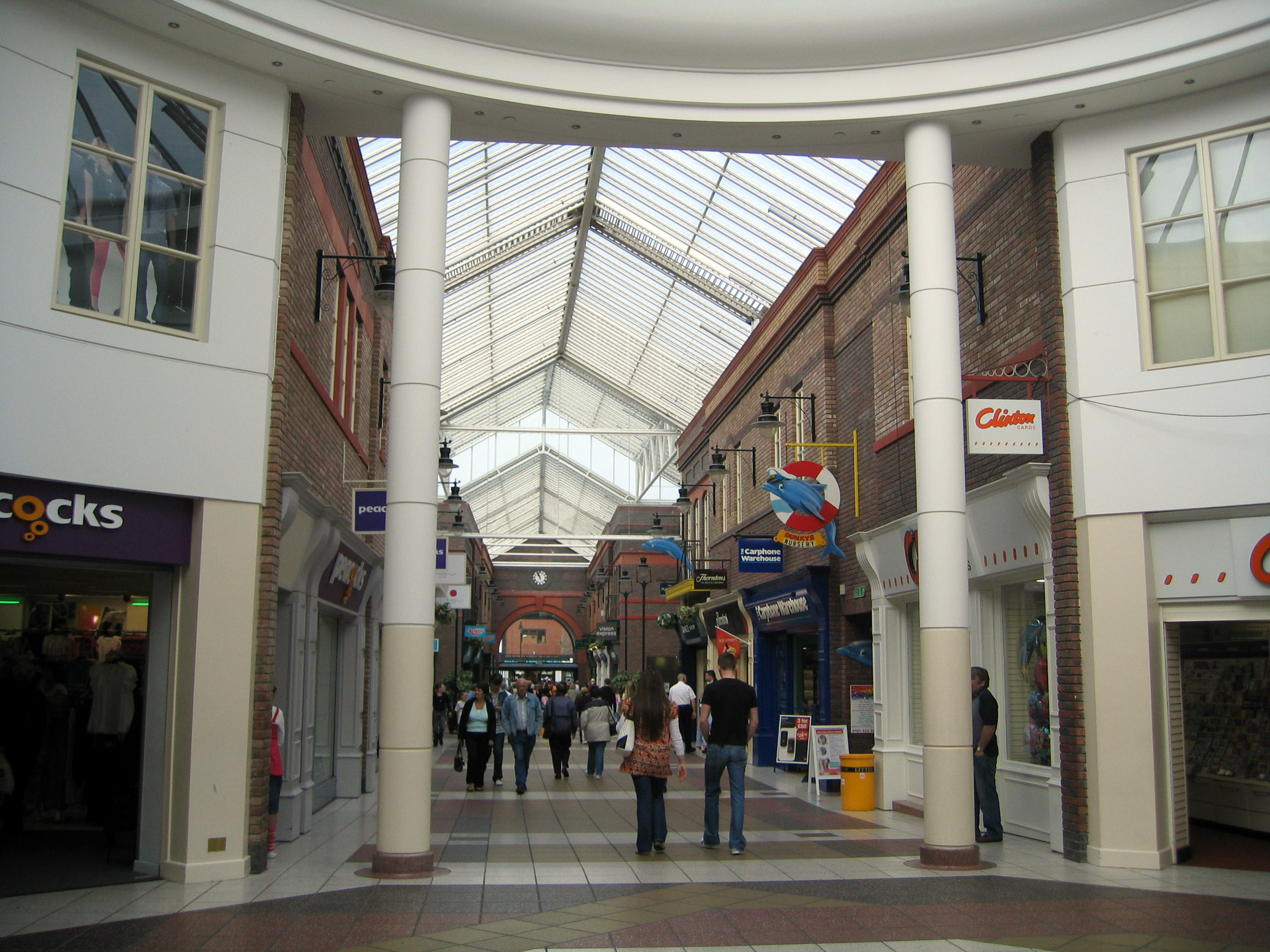
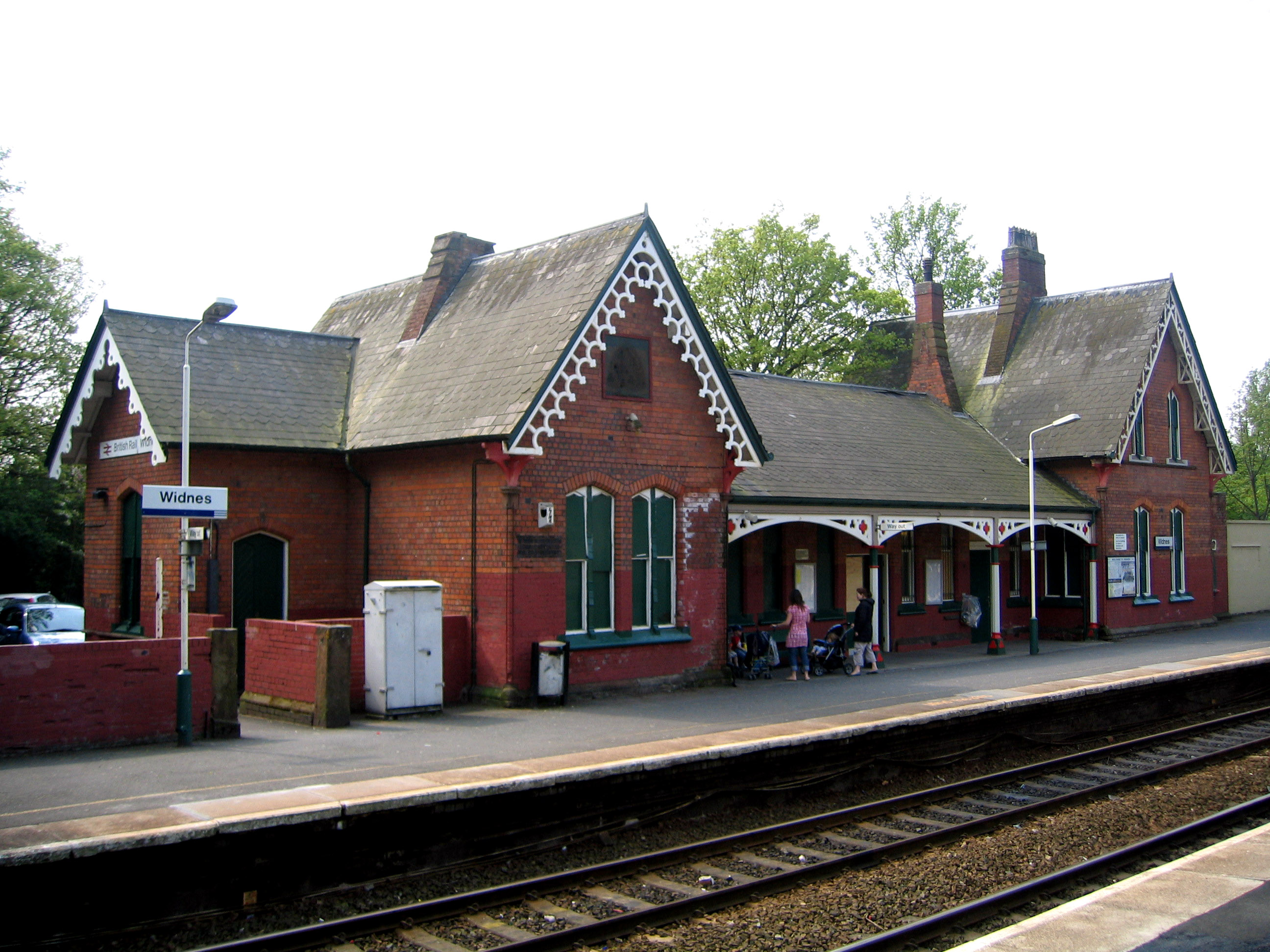
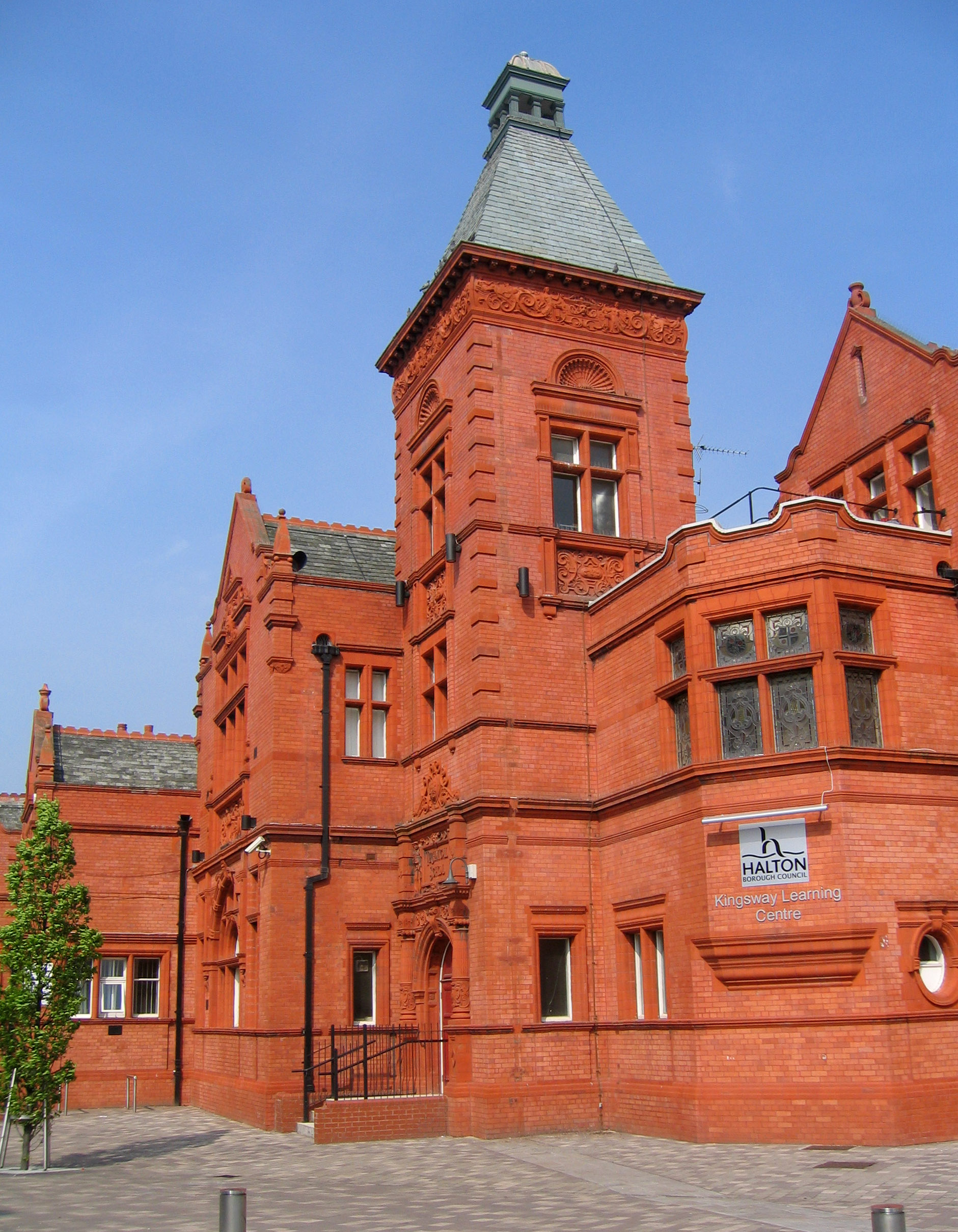
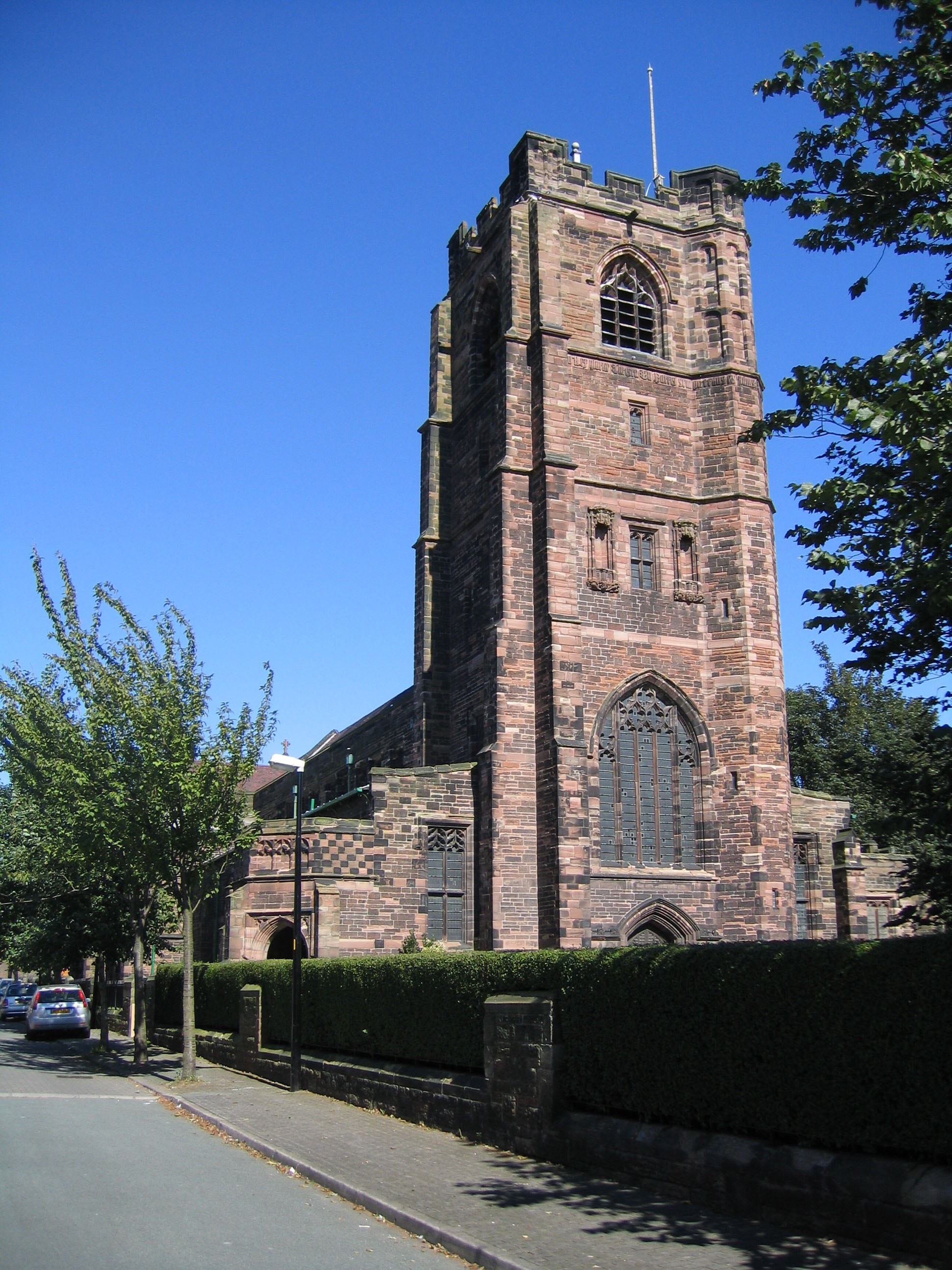

## Geboren
- Charles Glover Barkla (1877-1944), natuurkundige en Nobelprijswinnaar (1917)
- Michael Kenna (1953-heden), fotografeur